# Chryzostom ze Smyrny
Chrysostomos Kalafatis, gr. Χρυσόστομος Καλαφάτης (ur. 1867 w Triglii, zm. 9 września 1922 w Smyrnie) – biskup greckiego Kościoła prawosławnego w Smyrnie, Święty Kościoła prawosławnego.

## Życiorys
Urodził się w Triglia w dawnej Bitynii.
Podczas wojny grecko-tureckiej był metropolitą Smyrny słynął ze swoich nacjonalistycznych i podżegających przeciw Turkom kazań w momencie zajmowania Smyrny przez armię turecką, nastąpiła masakra ludności chrześcijańskiej miasta. Chryzostom został brutalnie zlinczowany (odcięcie rąk, wydłubanie oczu) 9 września 1922 przez Turków.

Pomnik Chryzostoma w Salonikach

Grecki Kościół prawosławny ogłosił go świętym.